# Серафимо-Понетаевский монастырь
Серафимо-Понетаевский Скорбященский монастырь — православный женский монастырь в селе Понетаевка, существовавший в 1864—1925 годах. В настоящее время в части одного из корпусов расположен скит Свято-Троицкого Серафимо-Дивеевского женского монастыря. 

## История
В 1864 году дочь генерал-майора Е. А. Копьева в память преподобного Серафима Саровского основала в своей усадьбе женскую общину.
Через пять лет община была преобразована в монастырь.
В монастыре хранилась чудотворная икона Божией Матери «Знамение», написанная в 1879 году насельницей Клавдией Войлошниковой. Икона прославилась 14 мая 1885 года чудесным сиянием изображённого на ней лика Божией Матери и движением Её глаз, а также исцелением больных по молитве перед этим образом.
В 1925 году монастырь был закрыт и осквернён.
По состоянию на 2009 год в части одного из корпусов расположен скит. Над ней установлена главка с крестом. В остальных корпусах находится интернат для душевнобольных, а в здании с колокольней — дирекция интерната. Школа находилась в здании бывшей гостиницы для паломников. С 2010 года школа закрыта.
30 января 2010 года в Понетаевском скиту состоялась первая со времени закрытия Серафимо-Понетаевской обители Божественная литургия, совершённая архиерейским чином.
25 сентября митрополит Нижегородский и Арзамасский Георгий (Данилов) совершил чин Великого освящения храма в честь иконы Божией Матери «Всех скорбящих Радость».

## Настоятельницы
1. Евпраксия (Гликерия Занятова), игумения (1870—1893), с 1864 года — глава общины.
2. Нектария (Симикова), игумения (1894—1917)
3. Евпраксия (Прасковья Занятова), игумения (18 апреля 1917—1927)[4]

## Святыни
- Чудотворная икона «Знамение»[1].